# The Reaping (film 1915 Calvert)
The Reaping è un cortometraggio muto del 1915 diretto da E.H. Calvert.

## Produzione
Il film fu prodotto dalla Essanay Film Manufacturing Company.

## Distribuzione
Distribuito dalla General Film Company, il film - un cortometraggio in tre bobine - uscì nelle sale cinematografiche statunitensi il 16 ottobre 1915.